# LIES, LIES.
「LIES, LIES.」（ライズ、ライズ。）は、DREAMS COME TRUEの48枚目のシングル。2010年10月27日に発売された。

## 概要
前作の「生きてゆくのです♡」から約3か月ぶりのシングル。通称『紫ドリ』。吉田美和は本人らのラジオ番組「中村正人の夜は庭イヂリ」で「メタリックな紫」略して「メタムラ」と発言した。
本作は、約1年8ヶ月ぶりとなるスタジオアルバム『LOVE CENTRAL』からの先行シングルとして発売されており、リリース形態は初回限定盤（DVD付き）と通常盤（CDのみ）の2種類である。初回限定盤には本作が主題歌として使われたテレビ朝日系 木曜ドラマ「ナサケの女〜国税局査察官〜」のスペシャルダイジェストムービーが付属している。また、ドラマのエンディングでは主演の米倉涼子がドリカムのライブダンサー、AKSの振り付けによるダンスを踊るシーンが流れる。
カップリング曲には表題曲のアレンジバージョンを2曲収録している。それぞれフィーチャリングアーティストを迎えており、PIANO VERSIONには、大谷幸、GUITAR VERSIONには、現在は吉田の夫であるFUZZY CONTROLのJUONが参加している。
ジャケットは、初回限定盤が「ナサケの女〜国税局査察官〜」の台本に使われている米倉涼子のイラスト、通常盤はDREAMS COME TRUEのイラストになっている。

## 収録曲

### CD
1. LIES, LIES.
  - 作詞：吉田美和／作曲：吉田美和・中村正人／編曲：中村正人・吉田美和
  - 前作に引き続き吉田が編曲に参加している。
2. LIES, LIES. -PIANO VERSION- feat. 大谷幸
3. LIES, LIES. -GUITAR VERSION- feat. JUON from FUZZY CONTROL

### DVD
テレビ朝日系「ナサケの女〜国税局査察官〜」スペシャルダイジェストムービー

## 収録アルバム
- LOVE CENTRAL (#1、ALBUM VERSION)